# Aimin
För andra betydelser, se Aimin (olika betydelser).
Aimin är ett stadsdistrikt och säte för stadsfullmäktige i Mudanjiang i Heilongjiang-provinsen i nordöstra Kina.